# Galium perralderi
Galium perralderi är en måreväxtart som beskrevs av Ernest Saint-Charles Cosson. Galium perralderi ingår i släktet måror, och familjen måreväxter.
Artens utbredningsområde är Algeriet. Inga underarter finns listade i Catalogue of Life.